# インターナショナル・ハウス (ニューヨーク)

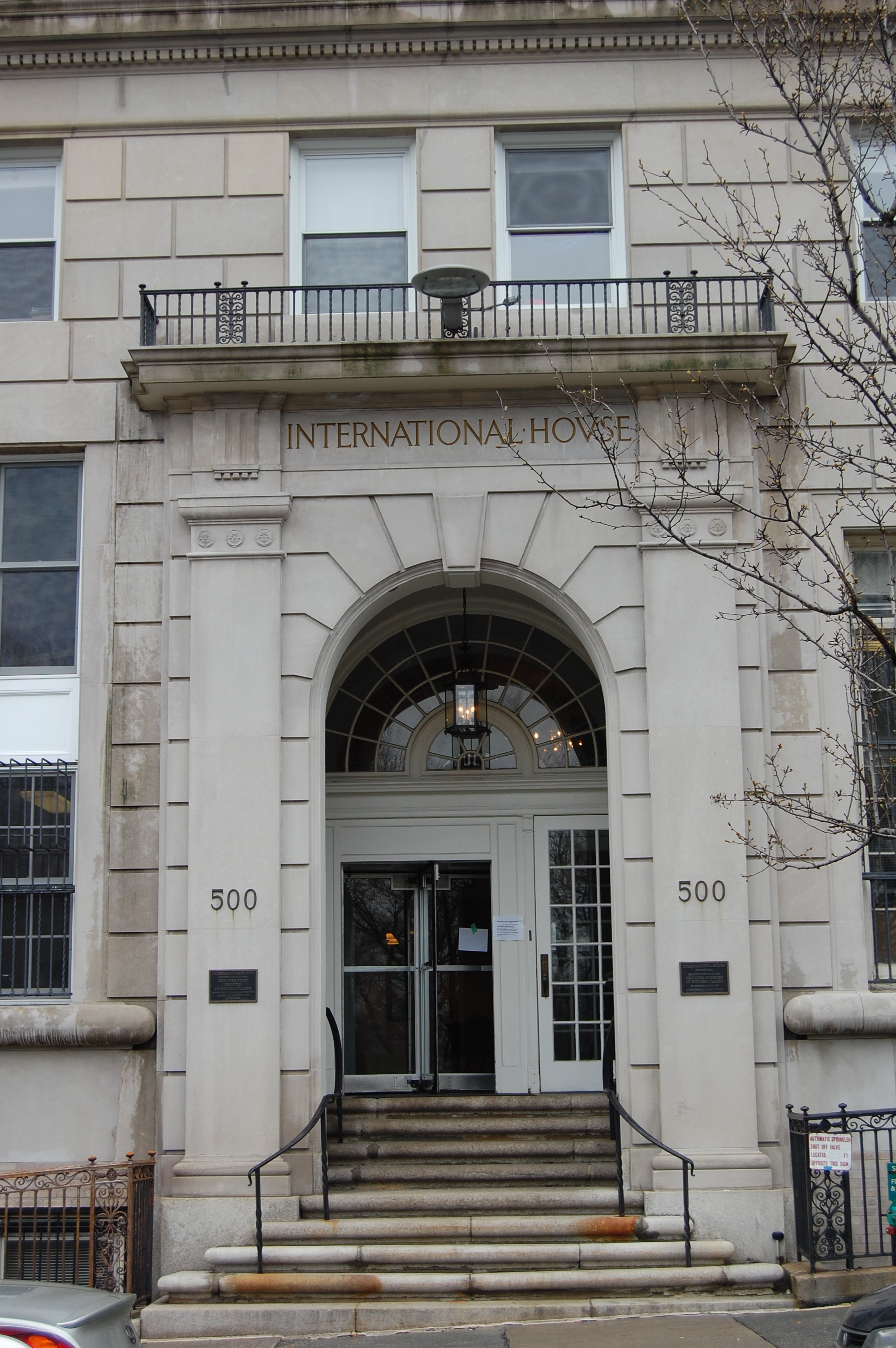
インターナショナル・ハウスの入り口

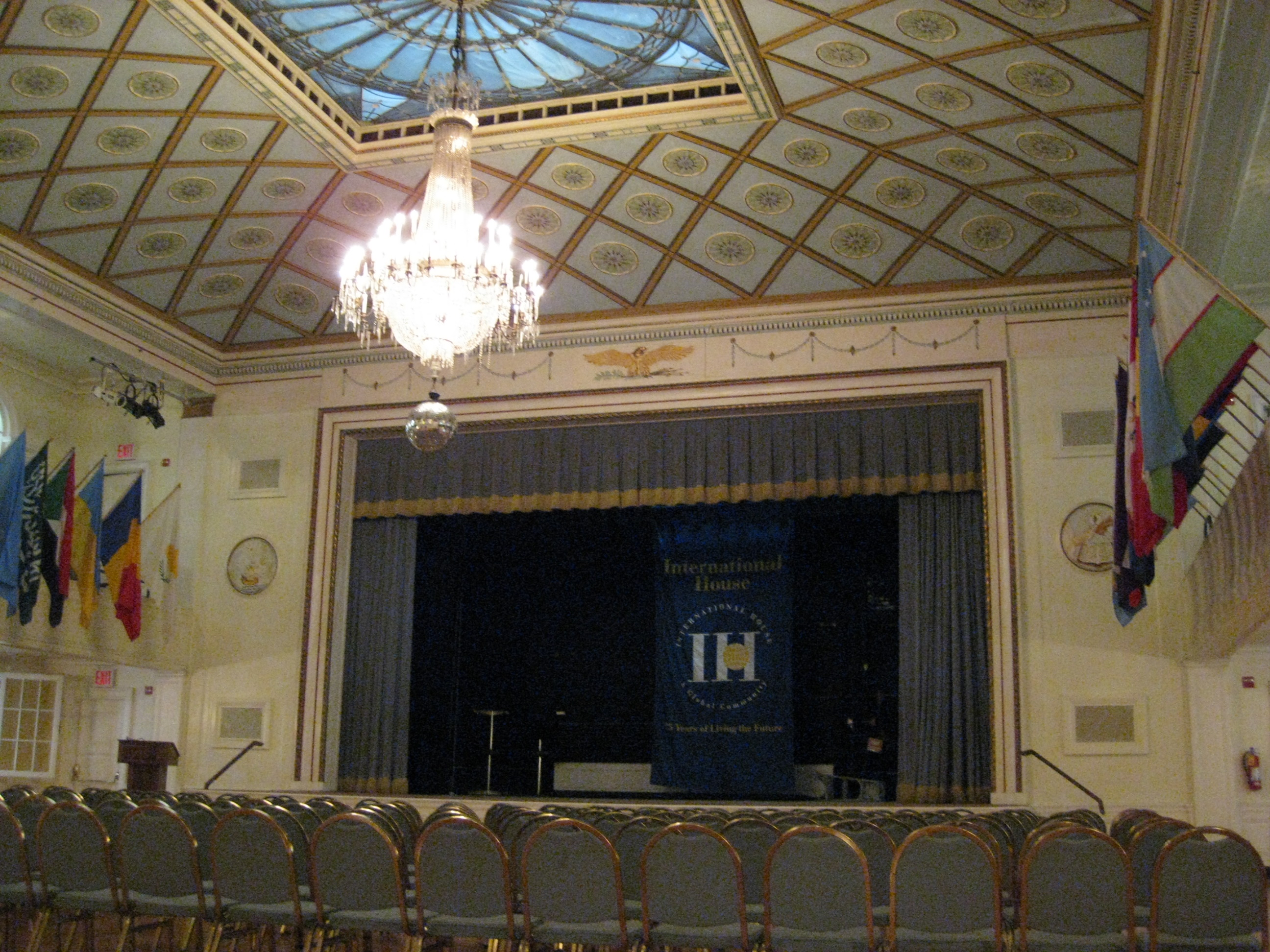
インターナショナル・ハウスのオーディトリウム

インターナショナル・ハウス（英語: International House ）はI-House（アイ・ハウス）とも呼ばれ、アメリカ合衆国ニューヨークにある、大学院生、学者、インターン生がそこで生活し、互いに学びあうことができるようにしている建物である。講堂では、これまでエレノア・ルーズベルト、アイザック・スターンからサンドラ・デイ・オコナー、ネルソン・マンデラまでの有名人が講演をしている。
I-Houseはジョン・ロックフェラー2世の寄付で1924年にイタリア風の建物として建設された。場所はマンハッタンのモーニングサイド・ハイツ地区（ハドソン川側）のリバーサイド公園（Riverside Park）とサクラ・パークに面していて、住所は500 Riverside Driveである。1999年にはアメリカ合衆国国家歴史登録財に登録されている。
インターナショナル・ハウスはコロンビア大学の比較的近くにあり、収容人数は700名で、約100か国の大学院生を収容している。ここに住む学生たちはコロンビア大学、ジュリアード音楽院、アクターズ・スタジオ、ニューヨーク大学などなど、マンハッタンに数多くある大学に通っている。
ニューヨークのI-Houseが建てられたあと、第二次世界大戦前にはバークレー、シカゴ、パリにもI-Houseが完成している。その後、米国のフィラデルフィア、ハリスバーグ、サンディエゴ、ワシントンD.C.、オーストラリアのメルボルンなど、カナダのエドモントン、ニュージーランドのオークランド、イングランドのロンドンに建てられたなどしている。

## 交通
最寄りニューヨーク地下鉄駅は「125丁目駅」である。